# S3 (Polen)
De S3 (E65) is een snelweg in het westen van Polen. De route vormt een noord-zuidverbinding van Świnoujście aan de Oostzeekust naar de grens met Tsjechië. De weg is bijna geheel voltooid. De laatste opengestelde sectie, Bolków - Kamienna Góra, is voor het verkeer opengesteld op 31 juli 2024. De weg wordt bij voltooiing van de complete route 470,6 km lang. De snelweg heeft een maximumsnelheid van 120 km/u en is geheel tolvrij. Ten zuiden van de stad Legnica tot aan de Tsjechische grens zijn er 4 tunnels aangelegd, twee voor elke rijrichting. Het langste tunnelsysteem heeft een lengte van 2300 m. Alleen in Warschau is er nog een langere wegtunnel. 

## Plaatsnamen langs de S3
- Świnoujście
- Szczecin
- Gorzów Wielkopolski
- Zielona Góra
- Legnica
- Lubawka

A1 · A2 · A4 · A6 · A8 · A18 · A50
S1 · S2 · S3 · S5 · S6 · S7 · S8 · S10 · S11 · S12 · S14 · S16 · S17 · S19 · S22 · S50 · S51 · S52 · S61 · S74 · S79 · S86